# Zumbi dos Palmares (Manaus)
Zumbi dos Palmares é um bairro do município brasileiro de Manaus, capital do estado do Amazonas. Localiza-se na Zona Leste da cidade. De acordo com o censo do Instituto Brasileiro de Geografia e Estatística (IBGE), sua população era de 35 159 habitantes em 2010. Em 2017 sua população foi estimada em 41 563 habitantes.
Limita-se com os bairros São José Operário, Gilberto Mestrinho e Coroado.